# Colani-Ei

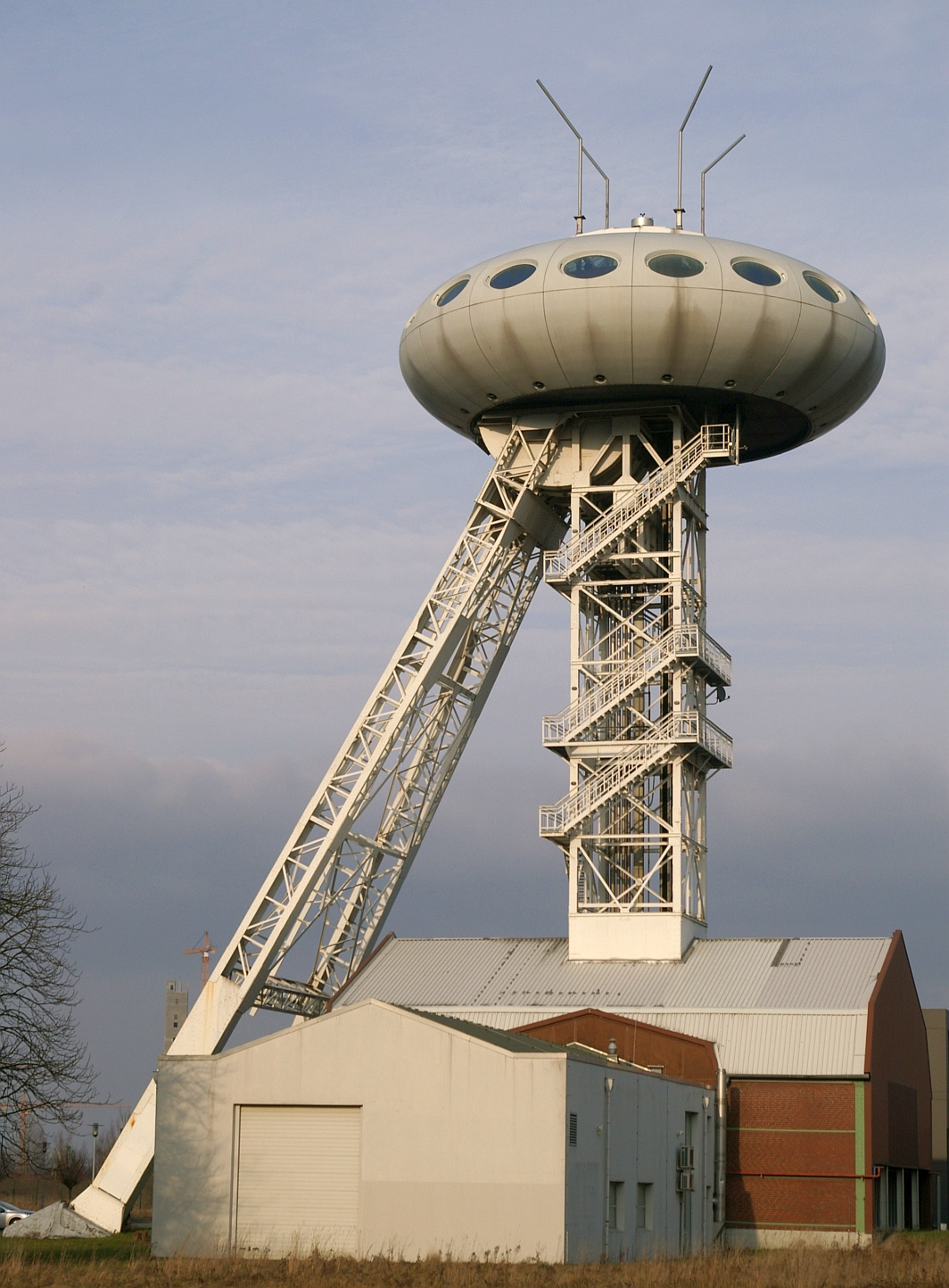
Fördergerüst mit Colani-Ei

Der Lüntec-Tower (auch Colani-Ei oder Ufo genannt) ist die futuristische Neugestaltung eines Fördergerüsts der ehemaligen Steinkohlenzeche Minister Achenbach im Lüner Ortsteil Brambauer.

## Geschichte
Nachdem die Schachtanlage 4 der Zeche Minister Achenbach im Jahre 1990 stillgelegt wurde, nutzte die RAG das Gelände noch bis 1992 zur Lehrlingsausbildung. Danach entstand in den 1922 erbauten Verwaltungs- und Kauengebäuden das Technologiezentrum Lünen, kurz Lüntec, dessen Gründung am 11. Oktober 1991 erfolgte. Die 1993 begonnenen Umbauarbeiten fanden im Mai 1995 mit dem Aufsetzen des Colani-Eies auf das Fördergerüst ihren Abschluss.
Mit 20 Meter im Durchmesser und einer Höhe von 8,5 Meter bietet es eine Nutzfläche von 300 Quadratmetern.
Das nach einer Skizze des Designers Luigi Colani (1928–2019) gestaltete Objekt soll in anschaulicher Weise den Strukturwandel des Ruhrgebiets verdeutlichen. Auf der Route der Industriekultur gehört es zu mehreren Themenrouten.
Seit Mitte 2009 erstrahlt das „UFO“ in neuem Glanz. Nach umfangreichen Sanierungsarbeiten entstand in 35 Metern Höhe eine Business-Lounge mit Panorama-Blick auf Lünen und Umgebung. Die Schachthalle wurde zum Foyer und wird als Veranstaltungsraum genutzt.
Bereits 2008 wurde das Ensemble um den Schwarzen Kubus ergänzt, der die Büroflächen des Technologiezentrums erweitert. In diesem Zusammenhang erhielt es die Auszeichnung Kunstwerk des Jahres 2009 des Kunstvereins Lünen.
Bei der RUHR.2010 wurde das Gebäude-Ensemble zusammen mit weiteren Kunst- und Kulturobjekten im Rahmen des Projekts Leuchtende Köpfe der Lippe-Region präsentiert.

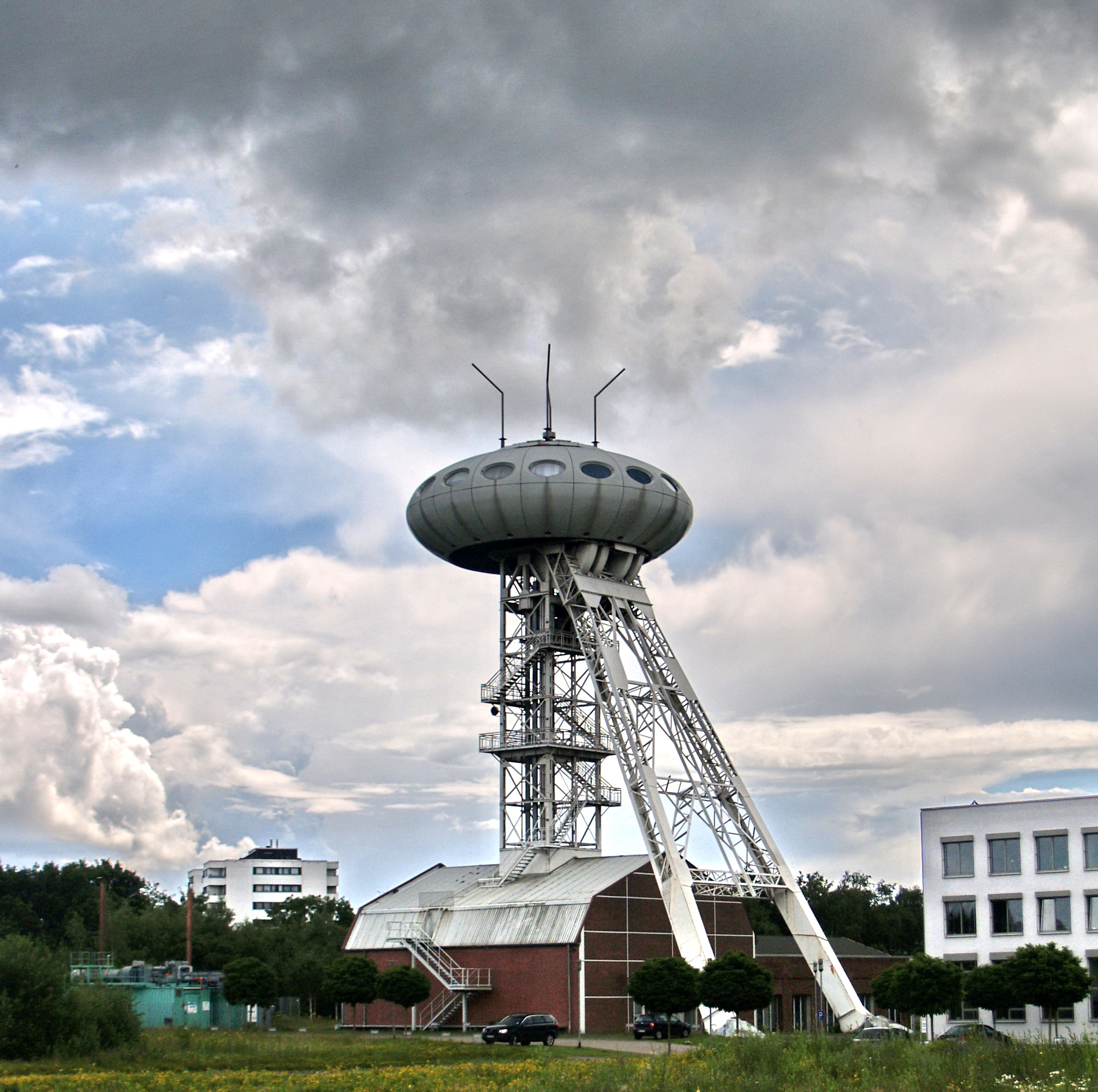
Das Colani-Ei im Technologiezentrum Lünen
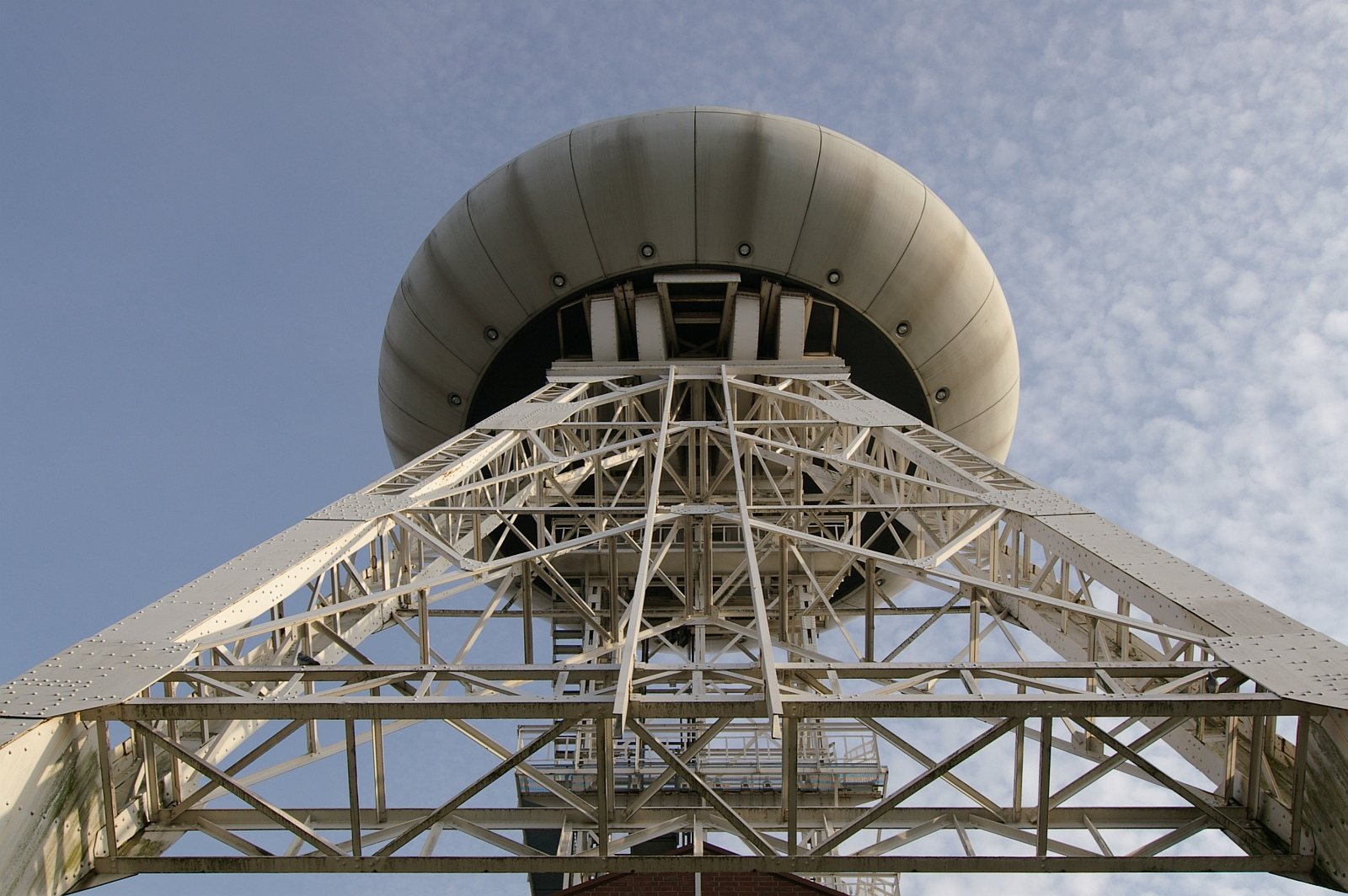
Blick von unten
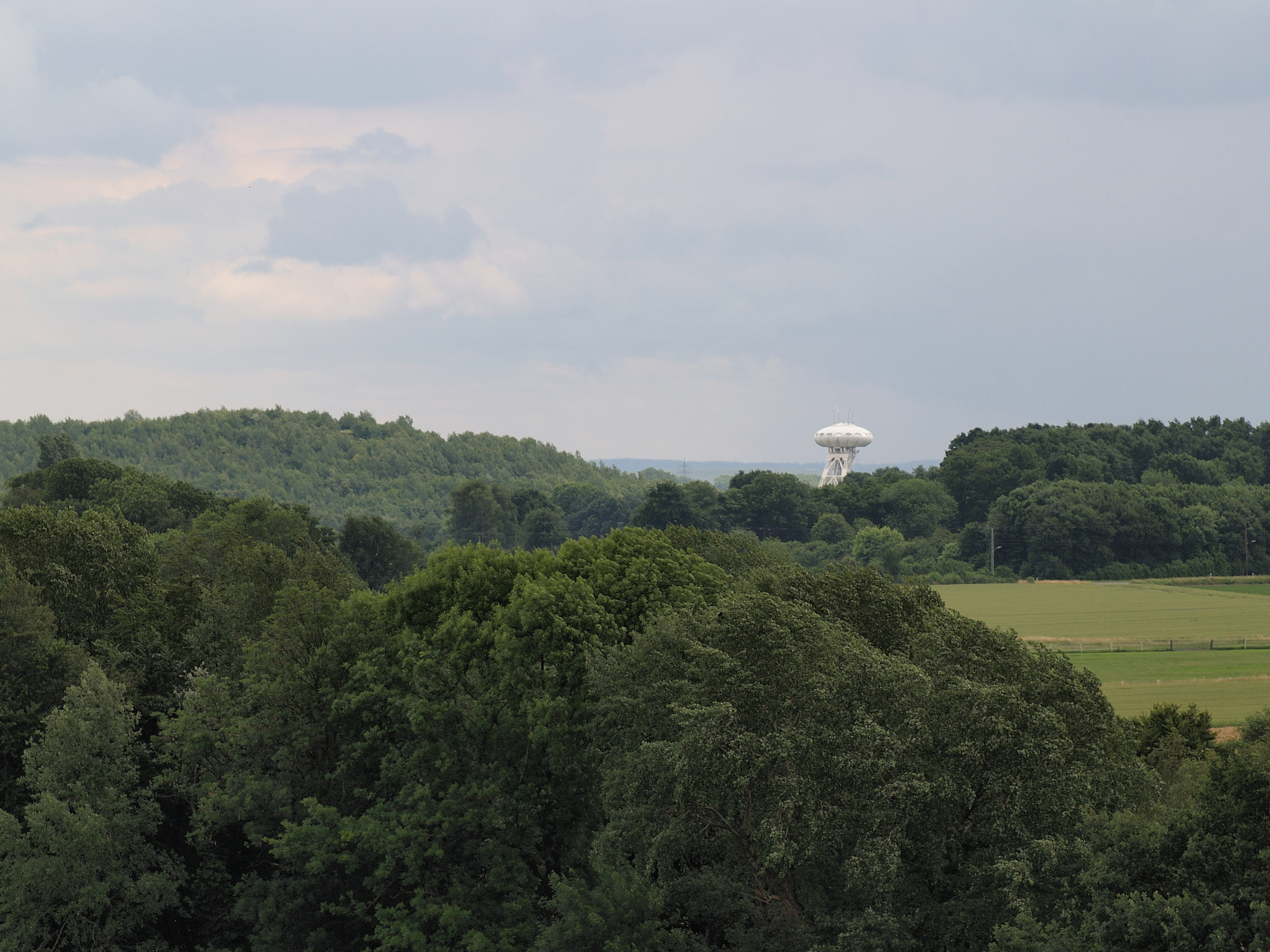
Vom Spurwerkturm aus gesehen
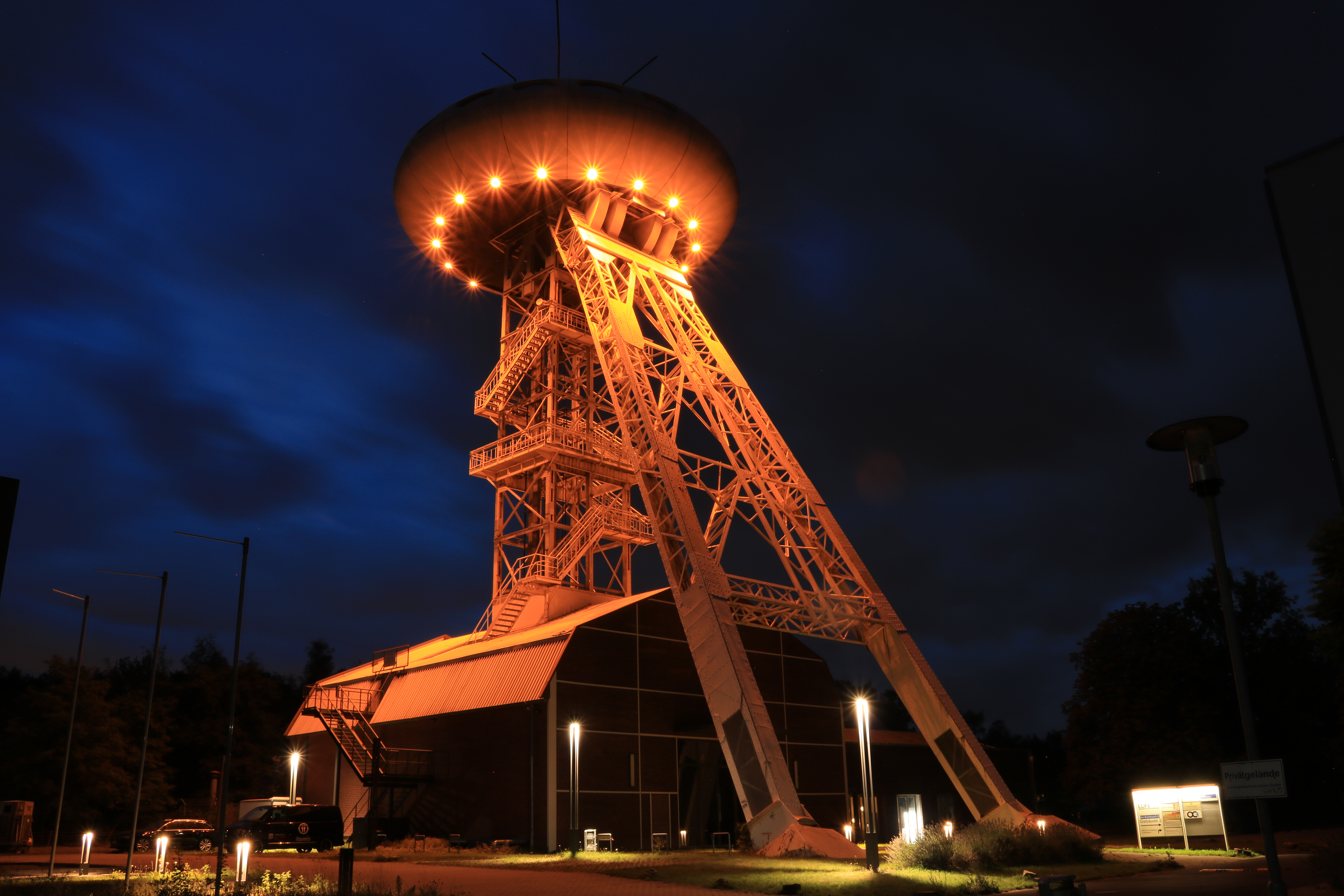
Das Colani-Ei zur Blauen Stunde